# Massif de l'Arbre
Le massif de l'Arbre est un massif de collines situé dans l'Est du département de la Charente, dans le Sud-Ouest de la France. C'est le premier sommet du Massif central en venant de l'océan Atlantique et qui forme un promontoire vers le sud-ouest, en limite du Bassin aquitain.

## Géographie

### Localisation et accès

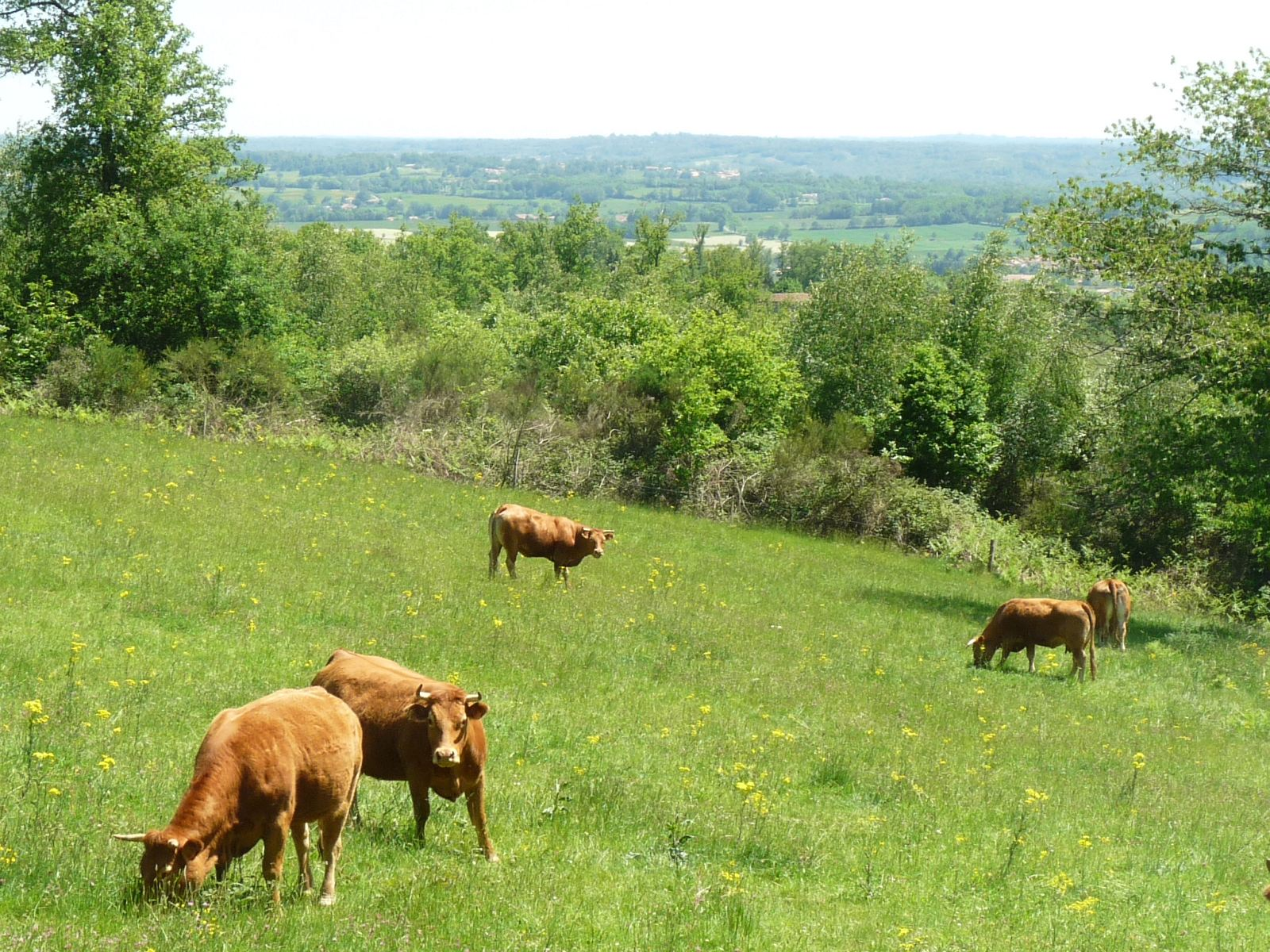
Vue vers le sud-est à Orgedeuil.

Le massif de l'Arbre est situé à une trentaine de kilomètres à l'est d'Angoulême, une dizaine de kilomètres à l'est de La Rochefoucauld, au nord de Montbron et au sud-est de Chasseneuil.
Il est situé à l'écart des grands axes routiers, mais des routes départementales de moyennes fréquentations le traversent : la D 13 de La Rochefoucauld à Rochechouart le traverse d'ouest en est, et la D 16 de Montmoreau à Confolens par Montbron et Montembœuf le traverse du sud-ouest au nord-est.

### Topographie
C'est une chaîne allongée, orientée nord-est/sud-ouest, de collines d'altitude moyenne 300 m, culminant à 353 m au lieu-dit l'Arbre sur la commune de Mazerolles. Cette chaîne est rattachée au reste du plateau limousin, partie occidentale du Massif central à la hauteur du Lindois et Montembœuf, et forme un promontoire allongé vers le sud-ouest qui surplombe la partie occidentale du département de la Charente, bordure du Bassin aquitain qui est, lui, à une altitude de 120 m environ.
La chaîne s'abaisse lentement vers Saint-Sornin et la vallée de la Tardoire à l'ouest, après un épaulement d'une altitude d'environ 290 m au lieu-dit Peyrou entre Orgedeuil et Mazerolles. Ce promontoire permet de dégager d'immenses panoramas dans les trois directions, nord, ouest, sud, en particulier sur la D 110 de Mazerolles à Saint-Sornin, petite route qui parcourt cette crête.
Ce massif est aussi situé à l'extrémité occidentale de la Charente limousine, en limite de l'Angoumois.
L'Arbre a longtemps été considéré comme le point culminant de la Charente, mais celui-ci est en fait situé plus au nord-est, en limite de la Haute-Vienne à Montrollet (rocher aux Oiseaux, 368 m), au pied des monts de Blond.

### Géologie

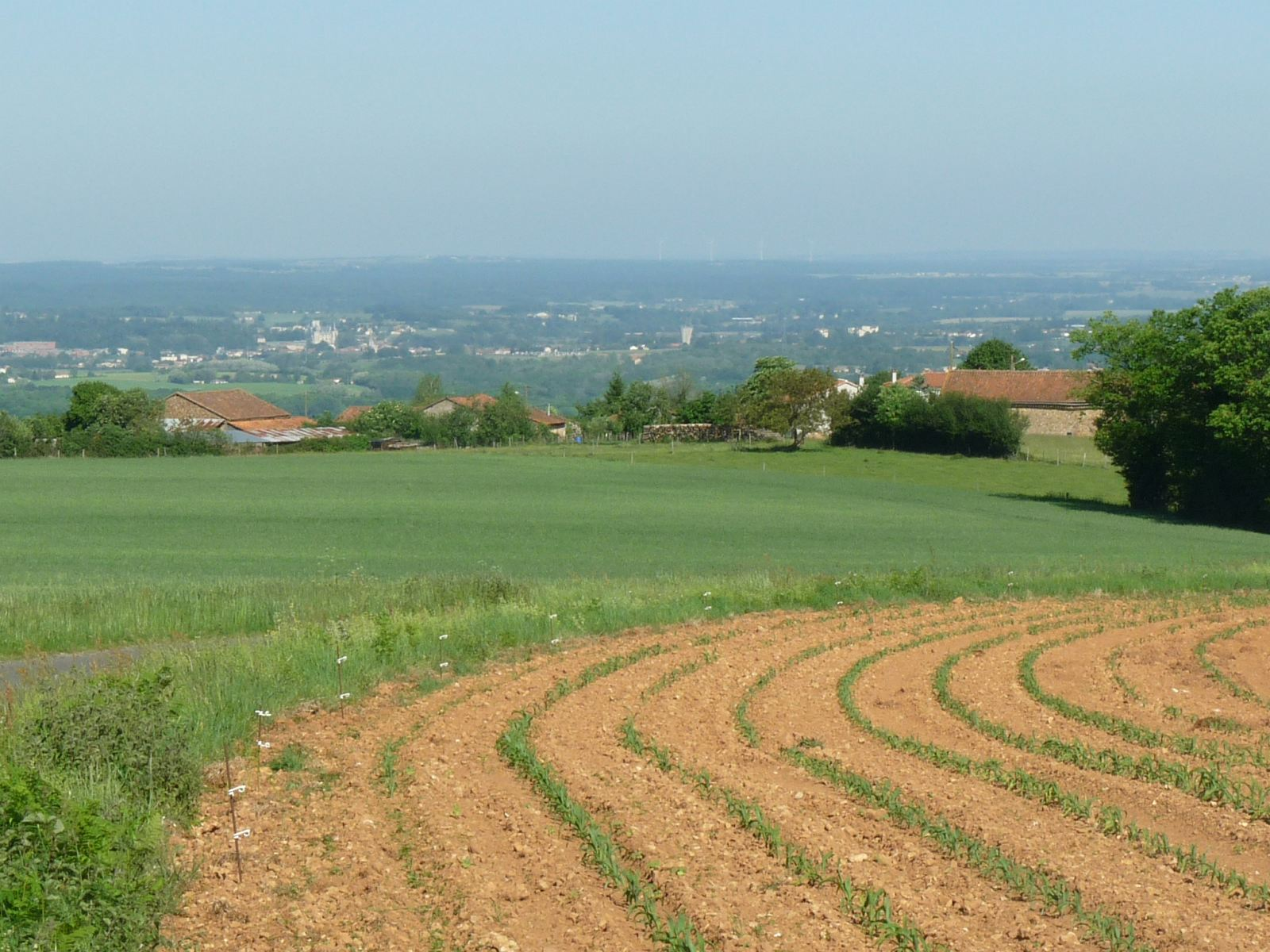
Argile à silex vers Yvrac-et-Malleyrand.

Une grande partie orientale du massif, à l'est du Mas (commune de Mazerolles), est composée de roches métamorphiques : micaschiste (centre et nord), gneiss (nord-est, après Montembœuf) et granite (sud-est, après Le Lindois), roches marquant le début du Massif central.
La partie occidentale et les pourtours sont composés d'argile à silex, terre rouge caractéristique, alluvions détritiques de l'époque tertiaire recouvrant du calcaire, roche sédimentaire, d'origine jurassique du rebord du Bassin aquitain.

### Faune et flore
Une majeure partie des bois et forêts est composée de châtaigniers et de chênes, comme le reste de la Charente limousine. On trouve aussi quelques bouleaux et épicéas.
Les prés donnent lieu à l'élevage de la vache limousine.

## Histoire
La limite du diocèse de Limoges, héritée des Romains, comprend une bonne moitié orientale du massif de l'Arbre, comme toute la Charente limousine, partie nord-est de la Charente actuelle.
Jusqu'à la Révolution, le massif était souvent compris dans l'ancienne province du Limousin, et Montembœuf formait même une enclave du Poitou. Après la Révolution, à la création des départements, la Charente limousine constitue la Charente avec l'Angoumois, une partie de la Saintonge, du Périgord et du Poitou.